# Hiroshima Tōyō Carp
Die Hiroshima Tōyō Carp (jap. 広島東洋カープ, Hiroshima Tōyō Kāpu) sind eine japanische Baseball-Profimannschaft. Sie spielen in der Central League, die sie bislang neun Mal gewinnen konnten. Auch der Sieg in der Nihon Series gelang ihnen bislang drei Mal. (Stand: Mai 2019) Heimat der Carp ist Hiroshima, ihre Heimspiele tragen sie im Mazda Stadium aus.

## Geschichte

Platzierung der Carp in der Central League seit der Gründung der Liga. Blaue Punkte markieren Siege der Nippon Series.

Die Mannschaft wurde 1949 gegründet. In den ersten zwanzig Jahren ihres Bestehens wurde sie durch Bürger der Stadt Hiroshima finanziert. Die Mannschaft gilt als die einzige „städtische“ Profibaseballmannschaft in Japan. Am 6. August 2003 wurde der 1999 entdeckte Asteroid (44711) Carp nach der Mannschaft benannt.

## Berühmte Spieler und Manager
- Kōji Yamamoto
- Sachio Kinugasa
- Yoshihiko Takahashi
- Manabu Kitabeppu
- Yutaka Ōno
- Kazuhisa Kawaguchi
- Tsunemi Tsuda
- Takehiko Kobayakawa
- Kōzō Shōda
- Kenjirō Nomura
- Kōichi Ogata
- Akira Etō
- Tomonori Maeda
- Tomoaki Kanemoto
- Hiroki Kuroda

## Stadion

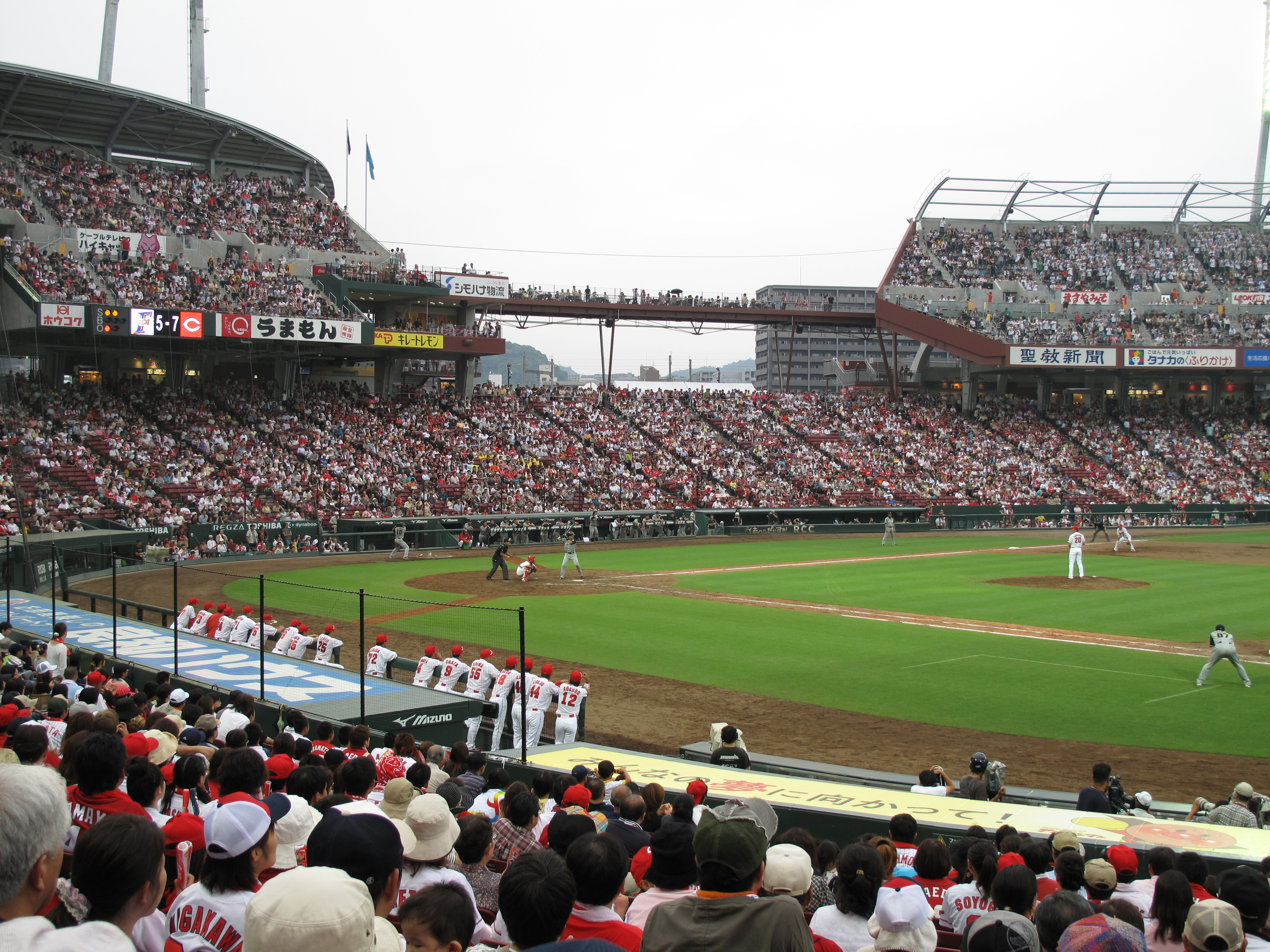
Mazda Stadium

Heimstadion der Carp ist seit 2009 das Mazda Stadium.